# Über jedes Bacherl geht a Brückerl (Lied)
Über jedes Bacherl geht a Brückerl ist ein Lied der deutschen Sängerin Stefanie Hertel. Das Lied erschien im Jahr 1992 und wurde im gleichen Jahr der Siegerbeitrag des Grand Prix der Volksmusik.

## Entstehung und Veröffentlichung
Geschrieben wurde das Lied gemeinsam von Irma Holder und Erich Ließmann (Jean Frankfurter), letzterer zeichnete zudem für die Produktion verantwortlich.
Die Erstveröffentlichung von Über jedes Bacherl geht a Brückerl erfolgte als Single bei EastWest Records. Diese erschien als 7″-Single mit der B-Seite Ferien auf dem Bauernhof (Katalognummer: 9031-77349-7) sowie als CD-Maxi-Single (Katalognummer: 9031-77385-2), die um den Titel Hab mich lieb als zweite B-Seite erweitert wurde. Bei Hab mich lieb handelt es sich um ein Duett mit ihrem Vater Eberhard Hertel. Am 26. Juni 1992 erschien das Lied bei Montana Records als Teil von Stefanie Hertels zweiten, gleichnamigen Studioalbum (Katalognummer: 4509-90209-2).

## Inhalt
Die Idee zum Lied kam Stefanie Hertel, als sie mit ihrer Familie in den Bergen unterwegs war. Dabei wanderten sie über eine kleine Brücke und ihr Vater Eberhard Hertel meinte, „Über jedes Bacherl geht a Brückerl“. Diese Aussage habe sie immer stets im Kopf behalten und später angefangen, daran zu arbeiten. Es handelt sich um ein Mutmachlied. Es wird metaphorisch beschrieben, dass über jeden Bach eine Brücke führt, übertragen auf das Leben einer jungen Frau. Der Bach spiegelt ein Problem oder eine Krise wider, die man mit dem Überqueren einer Brücke bewältigen kann. Die andere Person nimmt die junge Frau an die Hand, aber die Brückenüberquerung ans andere Ufer muss sie alleine vollziehen.

## Rezeption
Stefanie Hertel konnte sich am 16. Mai 1992 mit Über jedes Bacherl geht a Brückerl bei der deutschen Vorentscheidung des Grand Prix der Volksmusik 1992 gegen Angela Wiedl (Doch des Herzklopfen, des verdank i dir) und Bianca (Schäfers Traum) mit 20,1 % der Stimmen durchsetzen. Am 27. Juni 1992 konnte sie im Hallenstadion in Zürich mit 60 Punkten den Wettbewerb gewinnen.